# Conjecture d'Oppenheim
La conjecture d'Oppenheim appartient à la théorie mathématique de l'approximation diophantienne. Formulée en 1929 par Alexander Oppenheim puis renforcée par Harold Davenport, elle concerne la représentation des nombres par des formes quadratiques. Dans les recherches initiales, on prenait le nombre de variables assez grand et l'on appliquait une version de la méthode du cercle de Hardy-Littlewood. En 1987, Gregori Margulis a complètement résolu la conjecture, par des méthodes issues de la théorie ergodique et de l'étude des sous-groupes discrets des groupes de Lie semi-simples.

## Description
Le théorème de Meyer établit que pour n ≥ 5, toute forme quadratique non définie entière Q à n variables représente zéro non trivialement, c'est-à-dire qu'il existe un n-uplet non nul x d'entiers tel que Q(x) = 0. La conjecture d'Oppenheim peut être vue comme un analogue pour les formes réelles Q non multiples d'une forme rationnelle. Elle énonce que les valeurs prises sur les vecteurs entiers par une telle forme Q forment une partie dense de la droite réelle.

## Histoire
Oppenheim et Davenport ont formulé plusieurs versions de la conjecture.
Soit Q une forme quadratique non dégénérée et non définie en n variables. Si n ≥ 3 et si Q n'est pas multiple d'une forme à coefficients rationnels alors, pour tout ε > 0, il existe un vecteur non nul x à composantes entières tel que |Q(x)| < ε.
Openheim l'avait conjecturé en 1929 seulement pour n ≥ 5 ; la version plus forte est due à Davenport, en 1946.
En 1953, Davenport la renforça encore en replaçant |Q(x)| < ε par 0 < |Q(x)| < ε, ce qui fut démontré pour n ≥ 21 par Birch, Davenport et Ridout et par Davenport et Heilbronn dans le cas diagonal pour n ≥ 5.
D'autres résultats partiels sont dus à Oppenheim (pour n ≥ 4, mais seulement si Q représente 0 sur ℤ), Watson, Iwaniec et Baker-Schlickewey. Ces premiers travaux utilisaient la théorie analytique des nombres et la théorie de la réduction des formes quadratiques.
La conjecture a été démontrée en toute généralité en 1987 par Margulis, par des méthodes de théorie ergodique. La géométrie de l'action de certains sous-groupes unipotents du groupe orthogonal sur l'espace homogène des réseaux dans ℝ3 joue un rôle décisif dans cette approche. Il suffit d'établir la conjecture dans le cas n = 3. On attribue communément l'idée de déduire ce cas d'un énoncé sur les actions homogènes de groupes à M. S. Raghunathan, qui remarqua dans les années 1970 que la conjecture pour n = 3 équivaut à la propriété suivante de l'espace des réseaux :
Toute orbite relativement compacte de SO(2, 1) dans SL(3, ℝ)/SL(3, ℤ) est compacte.
Cependant, Margulis remarqua par la suite que cette équivalence apparaît déjà implicitement — bien que dans un langage différent — dans un article de 1955 de John Cassels et Peter Swinnerton-Dyer.
Peu de temps après l'apport décisif de Margulis, la preuve fut simplifiée et généralisée par Dani (en) et Margulis. Des versions qualitatives ont ensuite été démontrées par Eskin-Margulis-Mozes. Armand Borel et Gopal Prasad ont établi des analogues S-arithmétiques. L'étude des propriétés des flots unipotents et quasi-unipotents sur des espaces homogènes reste un domaine actif de recherche, avec des applications à de nouvelles questions dans la théorie de l'approximation diophantienne.